# Orest
Orest románul: Orăști, falu Romániában, Erdélyben, Fehér megyében.

## Fekvése
Felsőpodsága közelében fekvő település.

## Története
Orest korábban Felsőpodsága része volt, 1910-ben 363 lakosából 359 román, 4 német lakossal. 1956 körül vált külön, ekkor 277 lakosa volt.
1966-ban 270, 1977-ben 187, 1992-ben 162, 2002-ben pedig 126 román lakosa volt.